# Терехов Роман Якович
Роман Якович Терехов (1 жовтня 1889, село Олександрівка Тимського повіту, Курська губернія, Російська імперія — 2 січня 1979, Москва, РРФСР, СРСР) — радянський партійний і політичний діяч, секретар ЦК КП(б)У, 1-й секретар Харківського обласного комітету КП(б)У. Член Центральної Контрольної Комісії КП(б)У в травні 1924 — червні 1930 р. Член ЦК КП(б)У в червні 1930 — січні 1934 р. Кандидат у члени Політичного бюро ЦК КП(б)У в червні — грудні 1930 р. Член Організаційного бюро ЦК КП(б)У в липні 1930 — лютому 1933 р. Член Політичного бюро ЦК КП(б)У в грудні 1930 — лютому 1933 р. Член Центральної контрольної комісії ВКП(б) у травні 1924 — червні 1930 р. Кандидат у члени ЦК ВКП(б) у липні 1930 — січні 1934 р. Член Комісії Радянського Контролю при РНК СРСР у лютому 1934 — 1 жовтня 1938 р.

## Біографія
Народився в родині малоземельного селянина, який переїхав на Донбас і працював шахтарем. У 1898 році навчався три місяці у школі при руднику. З восьми років допомагав батькові в шахтах: з 1898 по грудень 1905 року працював мийником, вибірником породи, лампоносом, заливником коксу шахт № 12 і № 14, а з грудня 1905 по квітень 1917 року був мастильником трансмісії, сортувальником, майстром-механіком шахт № 14 і № 15 Берестово-Богодухівського кам'яновугільного рудника в селі Григорівка Макіївської волості Таганрозького округу Області Війська Донського.
У червні 1912 році вступив до лав РСДРП(б) Поширював серед шахтарів газету «Правда» (У Донецькому краєзнавчому музеї демонструвався малюнок присвячений цій події — «Р. Я. Терехов проводить читку „Правди“ серед шахтарів в 1912 році»). У 1912—1914 роках входив до складу Юзово-Макіївського комітету РСДРП, вів революційну роботу.
З 1917 року — член Президії Ради робітничих депутатів Берестово-Богодухівського рудника. З квітня 1917 по квітень 1918 року — голова продовольчого комітету і голова тимчасового виконавчого комітету Берестово-Кальміуської районної ради.
З квітня по липень 1918 року перебував на підпільній роботі в Донбасі. У липні 1918 року перебрався у Москву, брав участь у придушенні повстання лівих есерів.
У липні 1918 — квітні 1920 року — начальник політпросвітвідділу Тимської вартової роти, політичний працівник Орловської стрілецької дивізії РСЧА; голова Тимського повітового революційного комітету і військкомату міста Тимська Курської губернії. У квітні — липні 1920 року — у розпорядженні Курського губернського комітету РКП(б).
У липні 1920 — січні 1921 року — завідувач відділу праці, член виконавчого комітету Юзівської повітової Ради Донецької губернії. У січні 1921 — листопаді 1922 року — начальник Управління дрібної кам'яновугільної промисловості виконавчого комітету Юзівської повітової Ради Донецької губернії.
У листопаді 1922 — травні 1923 року — завідувач організаційного відділу Юзівського повітового комітету КП(б) України.
З травня 1923 по лютий 1924 року навчався на повторних курсах при Комуністичному університеті імені Артема у Харкові.
У лютому 1924 — травні 1926 року — заступник завідувача відділу із покращення державного апарату Народного комісаріату робітничо-селянської інспекції (РСІ) Української СРР, заступник голови Центральної Контрольної Комісії КП(б)У. У травні 1926 — лютому 1928 року — заступник голови Центральної Контрольної Комісії КП(б)У — заступник народного комісара робітничо-селянської інспекції (РСІ) Української СРР. Одночасно — завідувач відділу із покращення державного апарату Народного комісаріату робітничо-селянської інспекції (РСІ) Української СРР.
У лютому 1928 — вересні 1930 року — відповідальний секретар Артемівського окружного комітету КП(б)У.
22 липня 1930 — 7 лютого 1933 року — секретар ЦК КП(б)У із промисловості.
Одночасно, у лютому — липні 1932 року — 1-й секретар Харківського обласного партійного бюро КП(б)У. У липні 1932 — січні 1933 року — 1-й секретар Харківського обласного комітету КП(б)У.
2 березня — вересень 1933 року — секретар Донецького обласного комітету КП(б)У в справах вугілля.
У жовтні 1933 — червні 1934 року — голова ЦК Спілки робітників чорної металургії СРСР.
У березні 1934 — грудні 1935 року — керівник групи чорної металургії, у грудні 1935 — червні 1937 року — заступник керівника групи важкої промисловості, у червні 1937 — 1 жовтня 1938 року — тимчасовий виконувач обов'язків керівника групи важкої і паливної промисловості Комісії Радянського Контролю при РНК СРСР. У 1938 році закінчив чотири курси вечірнього відділення Московського інституту сталі імені Сталіна.
У листопаді 1938 — лютому 1941 року — заступник начальника Головного управління із обробки кольорових металів «Головкольорметалообробка» Народного комісаріату машинобудування СРСР.
У лютому 1941 — березні 1942 року — заступник директора Центрального науково-дослідного інституту кольорових металів.
У березні 1942 — жовтні 1956 року — заступник начальника тресту, начальник контрольно-інспекторської групи, начальник сектора аспірантури науково-дослідного інституту авіаційної промисловості Міністерства авіаційної промисловості СРСР.
З жовтня 1956 року — на пенсії, з 1957 року — персональний пенсіонер союзного значення у Москві.
У 1957—1968 роках — позаштатний лектор при парткомі науково-дослідного інституту авіаційної промисловості, голова Літературного об'єднання старих членів Компартії України, член правління Товариства радянсько-корейської дружби.
Помер 2 січня 1979 в Москві, де й похований.

## Нагороди
Нагороджений орденом Леніна, орденом Жовтневої Революції, орденом Трудового Червоного Прапора.